# Alberto Clarizia
Alberto Clarizia (1923/1924 – Roma, 30 gennaio 2004) è stato un politico italiano.
Di professione avvocato penalista, ed esponente della Democrazia Cristiana dell'ala di Vincenzo Scarlato, fu sindaco di Salerno per tre mandati (1974-1976, 1979-1980, 1982-1984).